# 1993年电子游戏界

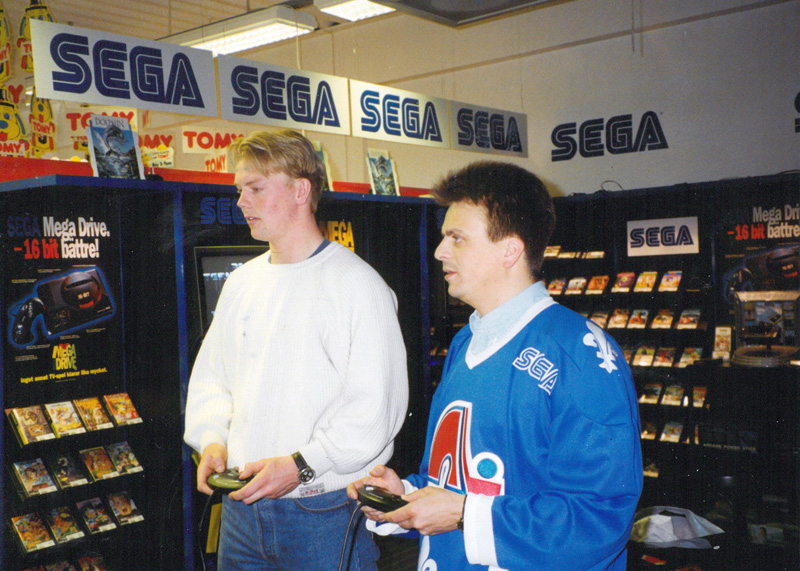
SEGA 遊戲片販賣

## 事件
- 3月 在瑞典，瑞典电子游戏杂志《Super PLAY（英语：Super PLAY）》（SP）创刊。最初的名称为《Super Power》。
- Midway Games自1992年起推出了真人快打。游戏于1993年在電子遊戲機上推出。因游戏的内容而卷入争议。[1]
- 任天堂与硅谷图形公司合作，开始在“现实计划”进行工作。于10月官方宣布该计划。[2]

## 商业
- 新公司： Croteam、英伟达、Take-Two和Shiny
- 关闭： dK'Tronics（英语：dK'Tronics）和Epyx
- 美格福斯被凯雷集团收购。
- MicroProse被Spectrum HoloByte收购。

## 知名发行

### 街机
- 6月25日 《真人快打II》发行。
- 7月7日 《SNK》发行了侍魂。
- 10月7日 南梦宫发行了《山脊赛车》。
- 12月 世嘉发行了《VR战士》，为3D格鬥遊戲奠定基础。
- 世嘉发行了《梦游美国》。
- Midway发行了《NBA Jam》。游戏使得体育类游戏得到复兴。至1994年，成为在迄今内最高收入的街机游戏。[3]

### 家用机
- 2月 LucasArts在家用电脑上发行了第一人物太空模拟战斗游戏《X-Wing（英语：Star Wars: X-Wing (video game series)）》。
- 2月21日 任天堂在超级任天堂上发行了《星际火狐》。是第一款使用到Super FX（英语：Super FX）芯片的游戏。游戏引入了新角色火狐·麥克勞德、法爾科·蘭巴帝、派比·海爾和史利比·陶德。
- 3月26日 任天堂发行了《星之卡比 夢之泉物語》，是第二款卡比（英语：Kirby (Nintendo)）游戏以及唯一款在红白机上发行的游戏。游戏引入了卡比的复制能力以及新角色魅塔騎士。
- 4月 Virgin Games发行了《The 7th Guest》。游戏成为了CD-ROM驱动的杀手。
- 6月 《瘋狂大樓：瘋狂時代》由Lucasarts发行。为《疯狂大楼》续作。
- 6月6日 任天堂发行了《薩爾達傳說 織夢島》（Game Boy）。成为了该系列在掌机上最高销售的一作。
- 7月14日 任天堂在超级任天堂发行了《超級瑪利歐收藏輯》。游戏对3款超级马里奥游戏进行了更新重制。其中第一次包括了含有仅在日本地区发行的《超级马里奥兄弟2》（歐美地區以《Super Mario Bros.: The Lost Levels》命名）。
- 8月6日 史克威爾在超级任天堂发行了《聖劍傳說2》。为此動作角色扮演遊戲系列游戏的第二作。（第一款常被认为是于1991年在Game Boy上发行的《最终幻想冒险》）
- 8月20日 动视发行了《Return to Zork（英语：Return to Zork）》。
- 9月6日 MicroProse发行了《Master of Orion（英语：Master of Orion）》。
- 9月23日 世嘉发行了《音速小子CD》。此作中引入了新角色艾咪蘿絲（英语：Amy Rose）和金屬索尼克（英语：Metal Sonic）。
- 9月24日 Broderbund发行了《迷霧之島》电脑游戏。此作成为电脑游戏最高发行游戏之一。[來源請求]
- 11月 – Lucasarts发行了《妙探闖通關 大腳之謎》。
- 11月5日 《洛克人6 史上最大戰爭！！》在日本地区红白机发行。
- 11月11日 Virgin Games（英语：Virgin Games）在世嘉Mega Drive/Genesis发行了《Disney's Aladdin（英语：Disney's Aladdin (Virgin Games)）》。被电子游戏月刊评为1993年Genesis年度游戏。
- 12月10日 Id Software发行了《毀滅戰士》，是一款在家用电脑上具有开创性的第一人称射击游戏。具有先进的偽三維图像技术。
- 12月17日 雪乐山在《Gabriel Knight: Sins of the Fathers（英语：Gabriel Knight: Sins of the Fathers）》发行。
- 12月17日 《洛克人X》在日本超级任天堂发行。
- 艺电出版了《Eagle Eye Mysteries（英语：Eagle Eye Mysteries）》，是第一款使用动作控制图像的电子游戏。[來源請求]
- 牛蛙制作发行了《Syndicate（英语：Syndicate (video game)）》。

### 硬件
- 世嘉发行了Model 2（英语：Sega Model 2），一个引入三维纹理滤波的街机主板。其成为公司最受欢迎的街机主板。
- 富士通在日本发行了FM Towns Marty，为第一款具有32位元家用机。开始了第五世代遊戲機。
- 松下、GoldStar（英语：GoldStar）和三洋发行了3DO32位元家用机。
- 雅达利公司（英语：Atari Corporation）发行了Jaguar家用平台。称其为第一款64位元游戏平台。
- 康懋达国际发行了Amiga CD32多媒体家用平台。
- 任天堂发行了重新设计的小型红白机。可以允许卡带从顶部插入游戏机，取代从前方插入。
- 先鋒公司发行了LaserActive多媒体家用机。
- 世嘉Mega-CD在欧洲和澳大利亚发行。